# Manuel de Belmonte

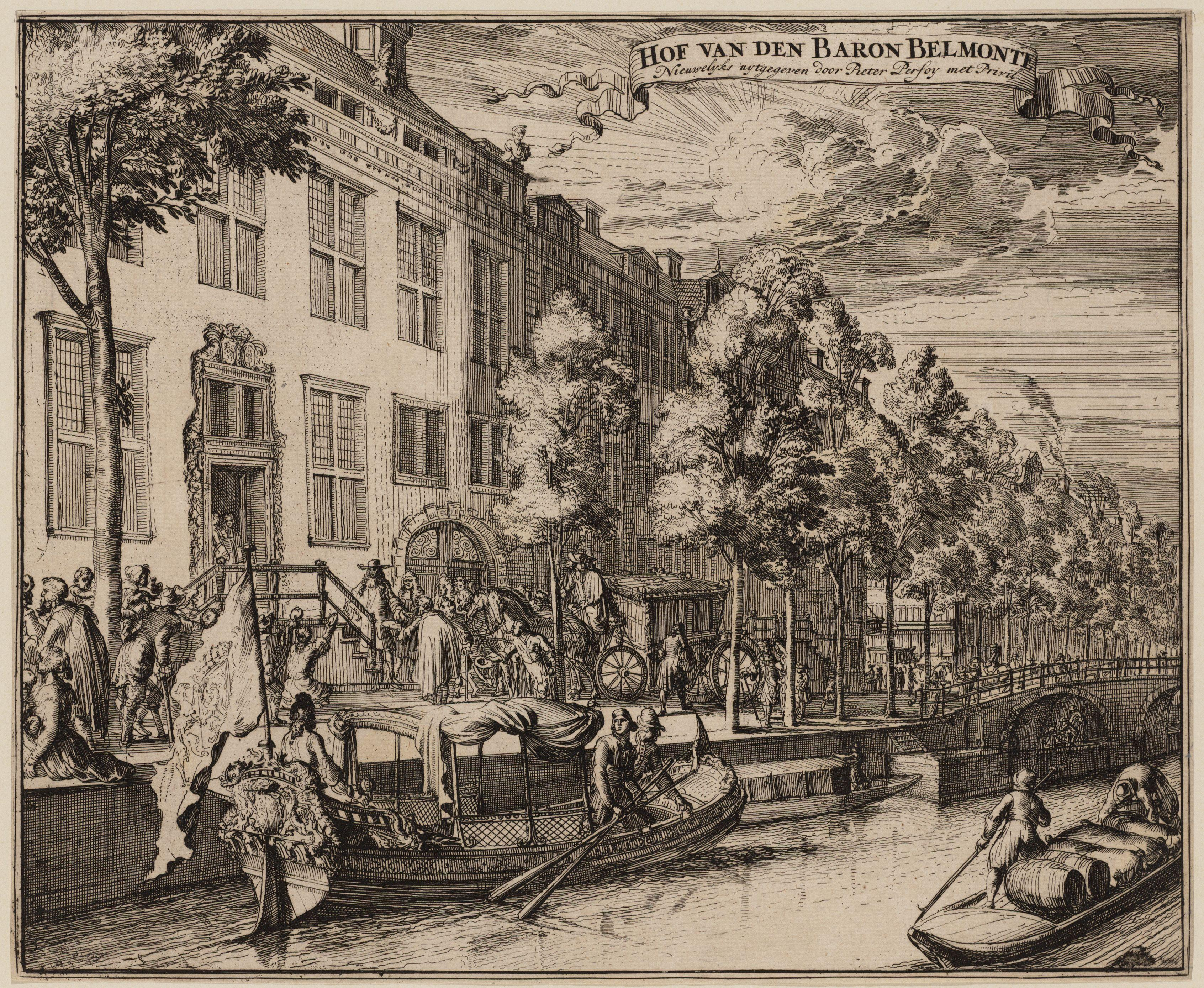
Romeyn de Hooghe: Casa del barón Belmonte en Ámsterdam, 1693/1705. Al pie de las escaleras el barón reparte limosna entre los pobres y tullidos que acuden a su casa en gran número.

Manuel de Belmonte, que adoptó el nombre judío de Isaac Nunes Belmonte (fallecido en Ámsterdam el 15 de enero de 1705), descendiente de una familia de cristianos nuevos de Madeira establecida en Ámsterdam desde finales del siglo XVI, fue desde 1666 agente de la embajada de España en La Haya, sucediendo a su hermano, y desde diciembre de 1675 agente general del rey Católico ante los Estados Generales de las Provincias Unidas y «residente de SM en la villa de Ámsterdam». En 1672 el emperador Leopoldo I le nombró conde palatino del Sacro Imperio, título que, al parecer, nunca fue confirmado, y Carlos II de España le otorgó el título de barón de Belmonte en 1693, en el que fue sucedido por su primo, el barón Francisco Jiménez Belmonte. Murió soltero y fue enterrado en el cementerio judío portugués de Ouderkerk aan de Amstel.
Miembro influyente de la comunidad judía sefardí de Ámsterdam, con una extensa red de corresponsales por sus muchos intereses financieros y bien relacionado tanto con las autoridades de La Haya como con los gobernadores españoles en Flandes, tuvo un trato particularmente estrecho con Juan José de Austria como acredita la abundante y detallada correspondencia que mantuvo con él y con el secretario Mateo Patiño guardada en la Biblioteca Nacional de España. A su vez, su sobrino, Francisco de Schonenberg, alias Jacobo Abraham Belmonte, establecido en la península ibérica desde 1678, era representante diplomático de la república en Madrid. Ambos jugaron un papel destacado de intermediación para asegurar la posición de la república en el tráfico de esclavos con la América española desde la reanudación del asiento de negros en 1663, merced a las buenas relaciones que mantenían con la colonia sefardí de Curaçao y con comerciantes holandeses como Balthasar Coymans que en 1685 obtuvo la concesión del asiento.
Al acercarse el final del reinado de Carlos II de España, Belmonte y Schonenberg maniobraron en favor de las aspiraciones austracistas, favorecidas por el conjunto de la comunidad sefardí, frente a la candidatura de Felipe de Anjou. Su acceso al trono como Felipe V forzó la marcha de Schonenberg a Lisboa donde actuó como enviado extraordinario de las Provincias Unidas y negoció la incorporación de Portugal a la coalición antiborbónica, en tanto Belmonte, poco antes de morir, era confirmado como ministro residente por el archiduque Carlos.
Aficionado a las letras y mecenas, tras participar como juez en la Academia literaria de los Sitibundos (sedientos), fundó en Ámsterdam en 1685 la Academia de los Floridos, que tuvo como secretario a José Penso de la Vega y entre sus 38 miembros a Miguel de Barrios, que le dedicó su Bello Monte de Helicona (1686) y escribió una Relación de los poetas y escritores españoles de la nación judaica amstelodama que empieza:

Describo los poetas y escritores;
de España luces y de la Ley flores,
en el amstelodamo judaísmo,
dulce freno a las furias del abismo.